# Atomic Kitten (álbum)
| Críticas profissionais                                                      | Críticas profissionais |
| Avaliações da crítica                                                       | Avaliações da crítica  |
| Fonte                                                                       | Avaliação              |
| --------------------------------------------------------------------------- | ---------------------- |
| AllMusic                                                                    | [ 1 ]                  |
| Esta tabela precisa de ser acompanhada por texto em prosa. Consulte o guia. |                        |

Atomic Kitten é a primeira coletânea do girl group britânico Atomic Kitten. O grupo  já havia sido bem sucedido na Europa, Oceania e Ásia e já lançado Right Now e Feels So Good, que ambos foram para o número um na UK Albums Chart, no entanto, não houve qualquer lançamento nos Estados Unidos. Foi decidido, portanto, fazer um álbum composto por faixas de ambos os álbuns anteriores.
Ao contrário da Europa, Oceania e Ásia, o sucesso da Atomic Kitten nos Estados Unidos era inexistente. O mercado de música americano é difícil para artistas britânicos e europeus e, portanto, o grupo de meninas se uniu com a Disney, para o filme Lizzie McGuire, estrelado por Hilary Duff. Entretanto o álbum falhou ao tentar entrar na Billboard 200.
Isso resultou no grupo, abandonar a tentativa de entar nos EUA, e a dedicar-se somente na Europa, Oceania e Ásia, onde já eram estabelecidas. A coletânea, também foi lançado na Nova Zelândia, onde tanto Right Now e Feels So Good, foram bem sucedidos e atingiu o pico de número 7.
O álbum continha todas as versões amigáveis ao rádio dos singles do grupo.

## Faixas
| N.º            | Título                               | Compositor(es)                                           | Duração |  |
| 1.             | "It's OK!"                           | Mikkel SE, Rustan, Hermansen                             | 3:15    |  |
| 2.             | "Be with You"                        | Jeff Lynne, Wilson                                       | 3:38    |  |
| 3.             | "The Tide Is High (Get the Feeling)" | Holt, Evans, Barrett, Padley, Godfrey                    | 3:25    |  |
| 4.             | "Feels So Good"                      | Kylie Minogue, Anderson                                  | 3:30    |  |
| 5.             | "Walking on the Water"               | Andy McCluskey, Stuart Kershaw                           | 4:00    |  |
| 6.             | "Love Doesn't Have to Hurt"          | Billy Steinberg, Tom Kelly, Susanna Hoffs                | 3:28    |  |
| 7.             | "Love Won't Wait"                    | Rob Davis, Von Soos                                      | 3:33    |  |
| 8.             | "Whole Again"                        | Andy McCluskey, Stuart Kershaw, Jem Godfrey, Bill Padley | 3:03    |  |
| 9.             | "The Last Goodbye"                   | Lind, Bjorklund, Mikkel SE, Rustan, Hermansen, Poku      | 3:07    |  |
| 10.            | "Right Now"                          | Andy McCluskey, Stuart Kershaw                           | 3:35    |  |
| 11.            | "Eternal Flame"                      | Billy Steinberg, Tom Kelly, Susanna Hoffs                | 3:15    |  |
| 12.            | "The Moment You Leave Me"            | Andy McCluskey, Stuart Kershaw, Elizabeth McClarnon      | 3:28    |  |
| Duração total: | Duração total:                       | Duração total:                                           | 41:50   |  |